# Opiate
Opiate es el primer extended play de la banda estadounidense Tool. Fue publicado el 10 de marzo de 1992 y sigue el trayecto de la banda desde su formación en 1990, precediendo a Undertow, su álbum de estudio debut. El nombre «Opiate» viene de una frase de Karl Marx: La religión es el opio de las masas. En abril de 2005, la Recording Industry Association of America lo certificó con un disco de platino luego de vender más de un millón de copias.
El 26 de marzo de 2013 fue publicado una edición limitada a 5 000 copias con nuevas ilustraciones realizado por el artista Adi Granov y un diseño de packaging por Mackie Osborne. Con su debut para plataformas digitales y streaming en 2019, todos los álbumes previos de Tool (incluyendo Opiate) aparecieron en la lista Billboard 200.

## Contenido del disco
Opiate contiene seis canciones, de las cuales dos son en vivo. Algunas versiones del EP cuentan con la pista oculta «The Gaping Lotus Experience»; la canción empieza aproximadamente en el minuto 6:10 del sexto tema del disco, «Opiate». En las ediciones de vinilo, la canción oculta puede ir después de «Cold and Ugly» o después de «Opiate». «Cold and Ugly» y «Jerk-Off» fueron grabadas en el Jello Loft en Hollywood, California, en la víspera de año nuevo en 1991, en la segunda actuación de la banda.
Opiate no tiene las características progresivas que tendría Tool en el futuro, pero sí que se encuentra en el progreso de la banda dentro de la música y otros aspectos personales. La mayoría de las canciones tratan sobre problemas sociales como la religión como un tipo de control social, entre otras cosas. En «Sweat» se puede apreciar lo que sería Tool en el futuro. Esta canción apareció en la banda sonora de Escape from L.A.. «Hush» trata sobre la censura que más tarde perseguiría a Tool. «Part of Me» trata sobre la identidad y el control. «Opiate» critica la religión y su organización, así como la relación entre la propia religión y el practicante, cuestionando la existencia de un Dios que nos pueda salvar.

## Lista de canciones
Toda la música compuesta por Adam Jones, Danny Carey, Paul D'Amour. 
| N.º   | Título                                                                             | Duración |  |
| 1.    | «Sweat»                                                                            | 3:46     |  |
| 2.    | «Hush»                                                                             | 2:48     |  |
| 3.    | «Part of Me»                                                                       | 3:17     |  |
| 4.    | «Cold and Ugly» (en vivo)                                                          | 4:09     |  |
| 5.    | «Jerk-Off» (en vivo)                                                               | 4:23     |  |
| 6.    | «Opiate» (la pista oculta «The Gaping Lotus Experience» empieza en el minuto 6:10) | 8:28     |  |
| 23:34 |                                                                                    |          |  |

- «Cold and Ugly» se grabó el 31 de diciembre de 1991 en el Jello Loft en Hollywood, California.
- «Jerk-Off» se grabó el 1 de enero de 1992 en el Jello Loft en Hollywood, California.
- «Opiate» termina en el minuto 5:20; la pista oculta «The Gaping Lotus Experience» empieza en el minuto 6:10

## Personal
- Maynard James Keenan – voz.
- Adam Jones – guitarra.
- Paul D'Amour – bajo.
- Danny Carey – batería.

## Posicionamiento en listas
| Listas (2019)                  | Mejor posición |
| ------------------------------ | -------------- |
| Australia (ARIA Charts)        | 43             |
| Canadá (Canadian Albums)       | 85             |
| Estados Unidos (Billboard 200) | 59             |
| Suiza (Schweizer Hitparade)    | 87             |

## Certificaciones
| País (Certificador) | Certificación | Ventas certificadas |
| --- | ------------- | ------------------- |
| Canadá (Music Canada) | Platino       | 80 000*             |
| Estados Unidos (RIAA) | Platino       | 1 000 000*          |
| ^cifras de envíos basadas únicamente en la certificación xcifras no especificadas basadas únicamente en la certificación |               |                     |